# Rhynchium bathyxanthum
Rhynchium bathyxanthum är en stekelart som beskrevs av Vecht 1963. Rhynchium bathyxanthum ingår i släktet Rhynchium och familjen Eumenidae. Inga underarter finns listade i Catalogue of Life.